# Geoff Cooke
Geoff Cooke (lugar desconocido, 11 de junio de 1941) es un x, exrugbista y exentrenador británico, que se desempeñaba como apertura. Fue director técnico de la Rosa de 1987 a 1994.

## Biografía
Estudió en la Universidad San Juan de York y allí debutó en la primera de York St John University. De 1962 a 1973 jugó en el Bradford & Bingley RFC y tras retirarse como jugador, comenzó su carrera técnica allí.
En 1979 asumió como técnico de North England, un tercer seleccionado (atrás de Inglaterra A) bajo directa supervisión de la Rugby Football Union y allí se mantuvo hasta su ascenso a la mayor en 1987.
En junio de 1992 recibió la Orden del Imperio Británico por sus logros [deportivos] para el Reino Unido.

## La Rosa
A fines de 1987, la RFU lo eligió nuevo entrenador de la Rosa y reemplazó a Martin Green.
Ganó el Torneo de las Seis Naciones en dos ocasiones, 1991 y 1992, obteniendo el Grand Slam en ambas y es hasta hoy la última vez que Inglaterra lo hizo.
Renunció tras finalizar el Torneo de las Cinco Naciones 1994, donde la Rosa finalizó subcampeón atrás de Gales; pero de haber prevalecido el mutuo enfrentamiento hubiera ganado (Inglaterra venció 15–8). Fue el penúltimo entrenador aficionado y en total ganó 36 de las cincuenta pruebas, así es el tercer registro más exitoso (efectividad del 72 %), tras el australiano Eddie Jones y su sucesor Jack Rowell.

### Mundial 1991
En la Copa Mundial 1991 el local perdió en su grupo ante los campeones All Blacks del técnico Alex Wyllie, en los cuartos de final derrotó a Les Bleus del inexperto Daniel Dubroca y luego en la semifinal al Cardo del perspicaz Ian McGeechan; llevando a su nación a la primera Final.
Cooke cambió la estrategia de juego para la final, pasando de un lento juego de forwards a abrir el balón a la línea de backs, disminuyendo el nivel de su equipo y siendo considerado uno de los peores errores en la historia del rugby. La modificación se debió a un intento de contrarrestar a los Wallabies, talentosos y veloces, del entrenador Bob Dwyer.
| Predecesor: Martin Green | Entrenador de Inglaterra 1987 − 1994 | Sucesor: Jack Rowell |